# Ostendi
 (août 2019).
Ostendi est un éditeur de logiciel français qui propose la solution Osidoc, spécialisé dans la rédaction d’actes et de documents juridiques BtoB.

## Historique
L’entreprise a été créée en août 1995 par Maurice Calvo, directeur général. Maurice Calvo a une formation d’ingénieur (École de Genève) et dispose d’une expérience en tant que directeur au sein de grands groupes dans le domaine des systèmes d’information et organisations.
Depuis 1995, Ostendi s'est entièrement consacrée à l'édition de la solution Osidoc, et est devenue un partenaire de la transformation numérique des directions métiers. Celle-ci évolue sur le marché de la dématérialisation et de la Legaltech.
Ostendi est membre de la Fédération des Tiers de Confiance du Numérique (FNTC) .
Ostendi est partenaire avec de nombreux professionnels : Open text 